# Bongouanou
Bongouanou är en ort i Elfenbenskusten. Den ligger i distriktet Lacs i den östra delen av landet, 120 km öster om huvudstaden Yamoussoukro. Folkmängden uppgår till cirka 30 000 invånare.